# Hầu A Lềnh
Hầu A Lềnh (RPA: Hawj A Lees, Chữ Hmông Việt: Hơưx A Lênhs, sinh năm 1973) là một chính trị gia người H'Mông. Ông hiện đang giữ chức Bí thư Tỉnh ủy Tuyên Quang. Trong Đảng Cộng sản Việt Nam ông là Ủy viên Ban Chấp hành Trung ương Đảng Cộng sản Việt Nam khóa XIII.

## Tiểu sử
Hầu A Lềnh sinh ngày 22 tháng 6 năm 1973, quê quán xã Tả Van, thị xã Sa Pa, tỉnh Lào Cai. Ông có học vị Thạc sĩ khoa học cây trồng. Ông gia nhập Đảng Cộng sản Việt Nam ngày 18 tháng 1 năm 1994, chính thức từ ngày 18 tháng 1 năm 1995.
Từ tháng 8 năm 1986 đến tháng 2 năm 1991 ông là Học viên Thiếu sinh quân, Trường Quân sự Ấp Bắc, Hoàng Liên Sơn. Từ tháng 3 năm 1991 đến tháng 7 năm 1995 Hầu A Lềnh là học viên Trường Sĩ quan Chính trị - Quân sự. Đến tháng 8 năm 1995 ông giữ chức trợ lý nghiệp vụ Cục 16, Tổng cục 2, Bộ Quốc phòng và làm nhiệm vụ này đến năm 2000.
Hầu A Lềnh sau đó có thời gian dài công tác tại tỉnh Lào Cai. Ông trải qua các chức vụ như Cán bộ Ban Tổ chức Huyện ủy Sa Pa, Bí thư Huyện đoàn Sa Pa rồi Phó Bí thư Huyện ủy, Chủ tịch UBND huyện Sa Pa. Tại Đại hội X năm 2006 ông được bầu làm Ủy viên dự khuyết Ban Chấp hành Trung ương Đảng khóa X, sau đó giữ chức Tỉnh ủy viên rồi Ủy viên Ban Thường vụ Huyện ủy, Bí thư Huyện ủy Sa Pa.
Tại Đại hội XI Hầu A Lềnh tiếp tục được bầu làm Ủy viên dự khuyết Ban Chấp hành Trung ương Đảng khóa XI. Năm 2015, tại Hội nghị Ban Chấp hành Đảng bộ tỉnh Lào Cai khoá XIV, ông được bầu giữ chức Phó Bí thư Tỉnh ủy Lào Cai. Tháng 9 năm 2015, ông phân công giữ chức Phó Trưởng ban Ban Chỉ đạo Tây Bắc. Vào năm 2016 tại Đại hội Đại biểu toàn quốc lần thứ XII của Đảng, ông được bầu làm Ủy viên Ban Chấp hành Trung ương Đảng khóa XII, được Bộ Chính trị phân công làm Phó Trưởng ban Thường trực Ban Chỉ đạo Tây Bắc.
Đến năm 2018, tại Hội nghị Ủy ban Trung ương Mặt trận Tổ quốc Việt Nam lần thứ 8 (khóa VIII), Hội nghị đã hiệp thương cử giữ chức Phó Chủ tịch kiêm Tổng Thư ký Ủy ban Trung ương Mặt trận Tổ quốc Việt Nam, Phó Bí thư Đảng đoàn Mặt trận Tổ quốc Việt Nam.
Tại Đại hội XIII năm 2021, Hầu A Lềnh tiếp tục được bầu vào Ban Chấp hành Trung ương Đảng. Vào tháng 4 năm 2021 kỳ họp thứ 11 ông được Quốc hội Việt Nam bầu làm Bộ trưởng, Chủ nhiệm Ủy ban Dân tộc nhiệm kỳ 2016-2021 theo đề nghị của Thủ tướng Phạm Minh Chính. Sau đó đến nhiệm kỳ khóa XV ông tiếp tục giữ chức này.
Ngày 22 tháng 1 năm 2025, Hầu A Lềnh được phân công làm Bí thư Tỉnh ủy Hà Giang.
Ngày 30 tháng 06 năm 2025, tại Thành phố Tuyên Quang, Trung tướng Nguyễn Quang Ngọc, Ủy viên Ban Chấp hành Trung ương Đảng, Phó Tổng tham mưu trưởng Quân đội nhân dân Việt Nam công bố Nghị quyết của Quốc hội về sắp xếp đơn vị hành chính cấp tỉnh (sáp nhập tỉnh Hà Giang và Tuyên Quang thành tỉnh Tuyên Quang mới) và cấp xã. Trung tướng Nguyễn Quang Ngọc công bố và trao quyết định của Bộ Chính trị về việc thành lập Đảng bộ tỉnh Tuyên Quang mới, chỉ định chỉ định đồng chí Hầu A Lềnh, Bí thư Tỉnh ủy Hà Giang giữ chức Bí thư Tỉnh ủy Tuyên Quang mới.